# John Bryan (Diplomat)
John Bryan ist ein neuseeländischer Diplomat.

## Karriere
Bryan ist seit dem 6. September 2005 Hoher Kommissar der Cookinseln. Zuvor war er in derselben Funktion auf Niue tätig. Seine Einsätze umfassen Apia, Suva, Singapur, Bonn, New York und Brisbane.